# Ceylanlı, Kırıkhan
Ceylanlı là một xã thuộc huyện Kırıkhan, tỉnh Hatay, Thổ Nhĩ Kỳ. Dân số thời điểm năm 2011 là 2.019 người.